# Kalpana 1
Kalpana 1, también conocido como MetSat 1, es el primer satélite meteorológico dedicado de la ISRO, la agencia espacial de la India. Fue lanzado el 12 de septiembre de 2002 mediante un cohete PSLV desde la base de Sriharikota y puesto en una órbita geoestacionaria.
La misión de Kalpana 1 es recoger datos de la capa de nubes, del vapor de agua y la temperatura de la atmósfera. Lleva un radiómetro de muy alta resolución (VHRR, Very High Resolution Radiometer) para obtener imágenes en tres bandas (visible, infrarrojo térmico e infrarrojo para el vapor de agua) con una resolución de 2 km x 2 km y un transpondedor de datos (DRT, Data Relay Transponder) para proporcionar datos a plataformas meteorológicas terrestres.
El satélite está estabilizado en los tres ejes y está alimentado por paneles solares, obteniendo hasta 550 vatios de potencia.